# De Storm
De Storm ist ein niederländisches Filmdrama von 2009 unter der Regie von Ben Sombogaart, das die Flutkatastrophe von 1953 in der niederländischen Provinz Zeeland thematisiert.

## Handlung
Der Film schildert die Katastrophe von der Nacht auf den 1. Februar 1953 aus der Sicht einer jungen Bauerntochter Julia, die in ihrem Dorf und in der Familie eine Außenseiterrolle führt aufgrund eines kürzlich geborenen unehelichen Kindes, einem Sohn im Baby-Alter. Als die Deiche brachen, war sie gerade von einem Dorffest zurückgekehrt und konnte sich mit Schwester, Kind und Mutter auf den Dachboden des Hofes retten, der sich aber als unsicher erweist. Alle Familienmitglieder, bis auf den Vater, der auf den Deich geeilt und von der Familie getrennt war, kommen in der Flut um. Julia überlebt die Nacht mit ihrem Kind auf dem Dachboden, wird aber am nächsten Morgen von dem Kind, das sie noch in einer geschlossenen Kiste unterbringen konnte, getrennt. Der Marine-Angehörige Aldo, der aus der Nachbarschaft stammt, springt aus einem Hubschrauber, als er sie auf dem zerstörten Dach des Bauernhauses inmitten der Fluten sieht, und rettet sie. Das Kind war mit der Kiste fortgespült worden, und in der Folge zeigt der Film die Suche von Julia nach dem Kind, wobei sie von Aldo unterstützt wird. Beide kommen sich dabei näher. Julia trifft bei der Suche unter anderem ihren Vater wieder, wobei es am Ende zu einer Aussöhnung kommt, und auch den Vater des Kindes (Koos), der sie damals sitzen ließ und mit dem sie nichts mehr zu tun haben will. Unterschiedliche Reaktionen der Bevölkerung unmittelbar nach der Katastrophe werden gezeigt, die vom Egoismus eines Gastwirts reichen, der gezwungenermaßen Notunterkünfte bereitstellt, bis zu Solidarität unter den Opfern. Julia findet ihren Sohn nicht, der von einer anderen Frau (einer Bekannten und Nachbarin von Julia) an sich genommen wurde, die ihr eigenes Kind zuvor in einem Unfall verloren hatte, ist aber mehrere Male nahe daran und wird unwissentlich sogar im selben Boot wie ihr Sohn durch das Militär evakuiert. In der Schlussszene zu den Ereignissen von 1953 wird gezeigt, wie Julia mit anderen bei der Notreparatur der Deiche anpackt. Der Film endet mit der Einweihung der Sturmflut-Sperrbauwerke des Delta-Plans in den 1970er Jahren, wo Julia, die inzwischen mit Aldo verheiratet ist, ihrem Sohn erstmals begegnet.

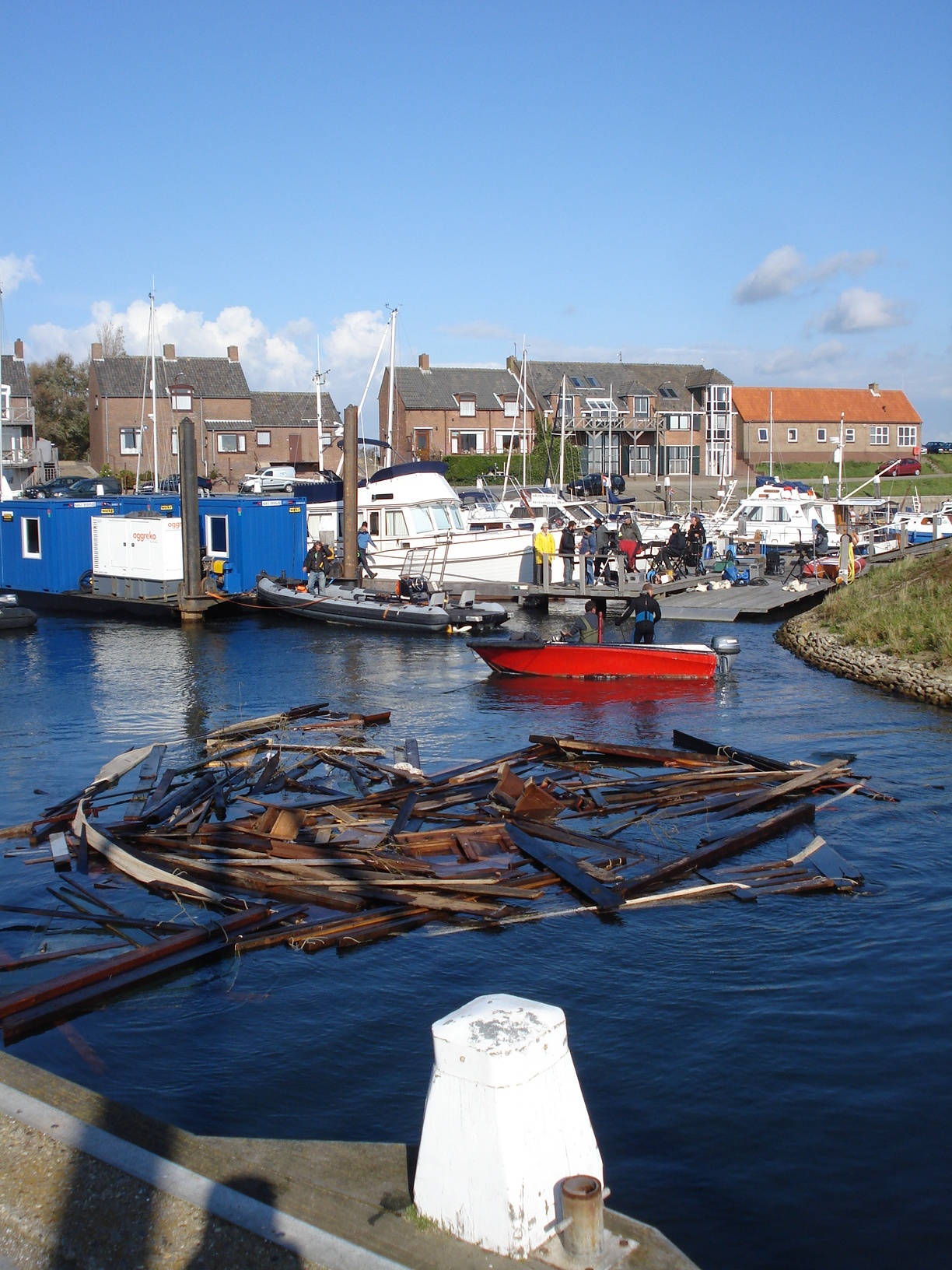
Filmaufnahmen im Hafen von Ouddorp

## Hintergrund
Der Film basiert auf dem Erstlings-Roman 1953 des Schauspielers Rik Launspach (* 1958), der 2009 bei De Bezijge Bij erschien und das 2009 den Zeeuwse Boekenprijs erhielt. Die beiden (miteinander verheirateten) Drehbuchautoren Marjolein Beumer und Rik Launspach arbeiteten über 10 Jahre an dem Film, konnten aber zunächst, trotz des 50. Jahrestages der Katastrophe 2003, keinen Finanzier finden, bevor sich doch noch einer in Form von Universal und NL Film & TV (Produzenten Alain de Levita, Johan Nijenhuis) fand. Die Produktionskosten betrugen rund 6 Millionen Euro. Die Dreharbeiten fanden vom September bis zum Dezember 2008 statt. Der Film hatte am 17. September 2009 Premiere auf dem Filmfestival Film by the Sea in Vlissingen. In den Niederlanden hatte der Film großen Erfolg, es kamen in der ersten Woche 135.000 Besucher und nach einem Monat 450.000.
Ursprünglich sollte der Film in der Gemeinde Tholen und im Dorf Stavenisse gedreht werden, nachdem sich aber Widerstand der Bürger regte, die nicht auf diese Weise an die Katastrophe erinnert werden wollten, wurde der Film größtenteils in Belgien gedreht. Unter anderem wurden dazu in Tielrode ein ganzer Polder geflutet, wozu 90 Anwohner ihre Erlaubnis gaben. Ein 150 m langes Deich-Teilstück wurde für den Film gebaut. In den Niederlanden wurden aber Aufnahmen unter anderem in  Zierikzee, Sommelsdijk, Ouddorp, Burgh-Haamstede, Castricum und Zoetermeer gemacht.
Der Film gewann im Juli 2010 einen Preis (Outstanding Achievement in Filmmaking) auf dem Stony Brook Filmfestival und war dort der Eröffnungsfilm.

## Sonstiges
Der Titelsong Geef niet op ist von der niederländischen Band BLØF. Die Computeranimationen zum Sturm stammen von der Firma Hectic Electric in Amsterdam (Leitung Raphael Kourilsky) und Paris in Kooperation mit AVP Amstelveen. Neben den Flutszenen wurde unter anderem das gesamte Hotel Zeeland im Computer animiert und auch Originalfilmaufnahmen von 1953 computeranimiert eingebaut.
Hauptdarstellerin Sylvia Hoeks (* 1983, ein ehemaliges Model) erhielt 2007 für ihre Rolle in dem Film Duska (Regie Jos Stelling) das Goldene Kalb auf dem niederländischen Filmfestival in Utrecht für die beste weibliche Nebenrolle. Hauptdarsteller Barry Atsma (* 1972) ist seit 2002 Mitglied der Theatergruppe Toneelgroep Amsterdam.
Der Regisseur Ben Sombogaart war zuvor schon erfolgreich mit dem niederländischen Film Bride Flight von 2008, der Paare niederländischer Auswanderer nach Neuseeland nach dem Zweiten Weltkrieg behandelt, und mit Die Zwillinge (De Tweeling, 2003), das die Besetzung der Niederlande im Zweiten Weltkrieg thematisiert. Für letzteren Film erhielt er ein Goldenes Kalb auf dem niederländischen Filmfestival und eine Oscar-Nominierung. Auch für den Film Kreuzzug in Jeans (Kruistocht in Spijkerbroek) erhielt er 2007 ein Goldenes Kalb.